# Fairytale of New York
«Fairytale of New York» és una cançó escrita per Jem Finer i Shane MacGowan i gravada per llur grup the Pogues, amb l'afegit de la cantautora Kirsty MacColl a la veu. És una balada a l'estil del folk irlandès en forma de duet, on el cantant dels Pogues MacGowan fa el paper del personatge masculí i MacColl el femení. Es va publicar inicialment com a senzill el 23 de novembre de 1987 i el 1988 es va incloure a l'àlbum If I Should Fall from Grace with God.
Es va començar a escriure el 1985, i va trigar dos anys per desenvolupar la cançó, amb força incidències, reescriptures i intents fallits de gravar-la. Es va perdre la cantant que s'havia pensat originalment, fins que es va completar l'agost de 1987. Encara que el senzill no ha estat mai el número u de nadal al Regne Unit, perquè l'any 1987 va ser el número dos darrere de la versió d'Always on My Mind dels Pet Shop Boys, ha tingut una popularitat duradora tant entre els crítics musicals com amb el públic. Fins ara, la cançó ha arribat al Top 20 dinou vegades des de la publicació el 1987, incloent-hi cada any per Nadal des de 2005. El setembre de 2017, se'n havien venut al Regne Unit 1,5 milions (discs i streaming). El desembre de 2022, la cançó s'hi va certificar com a quíntuple platí per tres milions de vendes combinades.
Al Regne Unit, «Fairytale of New York» és la nadala més escoltada del segle xxi. Sovint se'n parla com a millor nadala de tots els temps en enquestes del Regne Unit i Irlanda, incloent-hi l'especial televisiu de desembre de 2012 a la ITV, quan es va votar com a nadala favorita de la nació.

## Rerefons i desenvolupament de la cançó
Tothom està d'acord que es va començar a gestar el 1985, però els orígens de la cançó no són clars. MacGowan insistia que va començar per una aposta que havia fet el productor dels Pogues en aquella època, Elvis Costello, que el grup no seria capaç de crear un senzill nadalenc d'èxit, mentre que el mànager del grup Frank Murray va dir que era idea seva que el grup provés de fer una cançó de Nadal perquè pensava que seria interessant. El banjista Finer va compondre la melodia i el concepte original de la cançó, ambientada al Comtat de Clare a la costa oest d'Irlanda, i anava d'un mariner a Nova York que mirava l'oceà i enyorava casa seva a Irlanda. A la dona de Finer, Marcia, no li va agradar la història marinera, i va suggerir una nova lletra que fos una conversa d'una parella per Nadal. Finer va explicar a NME, «Havia escrit dues cançons completes amb melodies, una tenia una bona melodia i una lletra merdosa, l'altra tenia la idea de 'Fairytale' però la melodia no valia res, les vaig donar totes dues al Shane i ell hi va posar una melodia de Broadway, i ja ho vam tenir».

El títol de la cançó, l'estructura musical, i el tema líric d'una conversa d'una parella estaven decidits a finals de 1985, i els va descriure MacGowan en una entrevista amb Melody Maker a l'edició de Nadal de 1985:
| « | Vaig seure, vaig obrir el sherry, vaig treure els cacauets i vaig fer veure que era Nadal. Fins i tot es diu 'A Fairy Tale of New York', és força deixada, més com 'A Pair of Brown Eyes' que 'Sally MacLennane', però també hi ha un tros de céilidh a la meitat que pots perfectament ballar-lo. Com una balada country i irlandesa, però que pots valsejar-hi, sobretot quan en portes tres d'aquestes [begudes] a dins... Però la cançó en si és força depriment cap al final, va d'aquestes estrelles de Broadway americanes d'origen irlandès que s'asseuen per Nadal per parlar de si les coses van bé. | » |

MacGowan havia decidit de posar-hi el títol de la novel·la de J. P. Donleavy de 1973 A Fairy Tale of New York (Una rondalla de Nova York), que Finer havia llegit i que havia deixat tirat a l'estudi de gravació. A la mateixa entrevista de Melody Maker, MacGowan va explicar que li sabia greu que no s'hagués acabat la cançó a temps de publicar-la per Nadal d'aquell any, i donava a entendre que apareixeria en un EP que els Pogues gravarien al cap de poc. El gener de 1986, el grup va gravar la cançó durant les sessions amb Costello que farien l'EP Poguetry in Motion, i la part femenina la cantava la baixista Cait O'Riordan. Costello va suggerir titular la cançó «Christmas Eve in the Drunk Tank» (Nadal al calabós dels borratxos), pels primers versos de la cançó, però el grup se'n va riure. MacGowan va dir a Costello que les emissores de ràdio no rebrien favorablement una cançó amb tal títol. La major part de la lletra s'havia escrit mentre MacGowan es recuperava a Malmö d'una pneumònia doble que havia agafat durant una gira per Escandinàvia amb els Pogues a final de 1985 – més endavant va dir, «tens molts deliris i coses, i d'això en vaig treure unes quantes imatges bones». No obstant, malgrat diferents intents de gravar-la, el grup no quedava content del resultat i la cançó es va deixar de banda temporalment, per tornar-hi més endavant. El guitarra Philip Chevron va dir després, «No acabava de ser-hi. Necessitava una interpretació a fons, amb confiança de tot el grup, i no la tenia». El productor de la versió final, Steve Lillywhite, va descriure diplomàticament la versió gravada amb la veu d'O'Riordan com a «no realitzada completament». Es poden escoltar extractes d'aquestes versions prèvies al box set de 2008 Just Look Them Straight in the Eye and Say… Poguemahone!
El març de 1986, els Pogues van fer una primera gira pels Estats Units. Van debutar a Nova York, un lloc que havia fascinat de sempre MacGowan i que el va inspirar a escriure una nova lletra per la cançó. Entre els membres de la comunitat irlandesa de la ciutat que van anar a l'actuació i van visitar el grup darrere l'escenari hi havia el cineasta Peter Dougherty i l'actor Matt Dillon: tots dos es van fer amics dels Pogues i van tenir papers importants al vídeo de «Fairytale of New York». Una altra inspiració va ser la pel·lícula de Sergio Leone Hi havia una vegada a Amèrica, que MacGowan i el músic de whistle Spider Stacy miraven contínuament a l'autobús de la gira. Apart de donar forma a les idees per la lletra, MacGowan va escriure una introducció lenta amb piano, influïda per la banda sonora d'Ennio Morricone; la intro es va afegir a la melodia original més animada a la versió definitiva.
A mesura que avançava 1986, els Pogues van tenir problemes diversos que els van impedir de gravar. La discogràfica, Stiff Records va tenir problemes financers i va quedar intervinguda, però com que la discogràfica encara tenia els drets de les gravacions dels Pogues, s'havia de negociar un nou contracte amb una nova discogràfica per publicar qualsevol material. La relació del grup amb Costello es va deteriorar, i van partir peres amb el productor, i, després d'un comportament cada cop més erràtic, Cait O'Riordan, que havia començat una relació romàntica amb Costello, va plegar del grup l'octubre de 1986 i la cançó va perdre la cantant femenina.

## Gravació

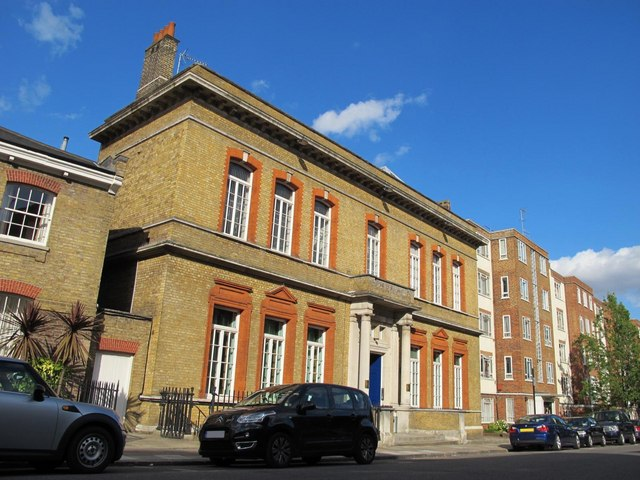
La cançó es va gravar als RAK Studios a Regent's Park, Londres.

Els problemes amb Stiff es van resoldre, i els Pogues van poder tornar a entrar a un estudi de gravació a principi de 1987 per llur tercer àlbum, ara amb Steve Lillywhite de productor. Es va gravar una nova demo de «Fairytale of New York» als Abbey Road Studios de Londres el març de 1987, amb MacGowan cantant tant el paper masculí com el femení. No obstant, no va ser fins a la tercera tongada de sessions de gravació l'agost de 1987 als RAK Studios que Lillywhite va dur la cinta a l'estudi de casa seva i deixés que la seva dona Kirsty MacColl posés una nova guia de veu per a la cançó. Després de treballar meticulosament amb la veu de Kirsty, Lillywhite va tornar la gravació a l'estudi i els Pogues van quedar impressionats amb la manera de cantar de MacColl i es van adonar que seria la veu ideal per al personatge femení.
MacGowan va dir més endavant, «la Kirsty sabia exactament la mesura correcta de mala llet i feminitat i romanticisme que s'hi havia de posar i tenia una personalitat molt forta i es veia de manera molt evident… A les òperes, si tens una doble ària, és el que fa la dona el que importa de veritat. L'home diu mentides, la dona diu la veritat». MacGowan va tornar a gravar la seva part juntament amb la cinta que havia contribuït MacColl (no van gravar mai la cançó junts a l'estudi) i la cançó es va completar afegint-hi una arpa tocada per Siobhan Sheahan i una secció de metall i de cordes. Les trompes i les cordes es van gravar a Townhouse Studios l'última dia de la gravació d'If I Should Fall from Grace with God, amb arranjaments de Fiachra Trench després que el membre del grup James Fearnley hagués preparat un arranjament en un teclat.

## Composició
La cançó segueix el somni despert d'un immigrant irlandès en una nit de Nadal sobre festes passades mentre dorm la mona en un calabós per a borratxos de Nova York. Quan un vell borratxo que està a la mateixa cel·la canta un tros de la balada irlandesa «The Rare Old Mountain Dew", el narrador (MacGowan) comença a somiar en una antiga amant. La resta de la cançó, que podria ser un monòleg intern, pren la forma d'una crida i resposta entre la parella, amb els seus somnis de joventut destruïts per l'alcoholisme i l'addicció a les drogues, mentre comparteixen records i es barallen una nit de Nadal. La lletra menciona «Sinatra was swinging» (Sinatra cantava un swing) i «cars big as bars» (cotxes grossos com bars) i això col·locaria la cançó a la darreria de la dècada de 1940, encara que el vídeo musical mostra clarament una Nova York contemporània dels anys 1980. Sobre l'impacte de la lletra, Helen Brown del The Daily Telegraph diu:
| « | En una carrera salvatge a través d'una gamma d'estats d'ànim que van des de la vergonya fins a l'eufòria, del sentimentalisme a l'insult, del joc brut a la devoció sincera en l'espai de quatre minuts gloriosos – sembla perfectament adient al Nadal – una època que remarca la disparitat entre els que tenen i els que no a tot el món. Els que som prou afortunats per passar el dia amb amics i familiars a la vora del foc amb l'estómac ple pensem en els solitaris, els que no tenen casa i els que passen gana. A mesura que el diàleg de MacColl i MacGowan baixa des de l'èxtasi del seu primer petó cap a una discussió cada com més enverinada, les seves paraules posen en perspectiva les discussions familiars de la família mitjana. «You're a bum you're a punk/ You're an old slut on junk…» (Ets un dropo, ets un trinxeraire/Ets una vella porca heroinòmana). La baralla de la cançó acaba amb una expressió d'amor i esperança (contra tot pronòstic) quan el personatge de MacGowan promet al de MacColl que, lluny de destruir els seus somnis, els ha guardat juntament amb els seus «Can't make it all alone» (No puc reeixir tot sol), suplica, «I've built my dreams around you» (‘He construït els meus somnis al teu voltant’) | » |

## Traducció de la lletra
Era la tarda de Nadal, noia,

al calabós dels borratxos

un vell em va dir "no en veuré cap més"

i llavors va cantar una cançó

"La fresca i vella rosada de muntanya"

vaig girar la cara

i vaig pensar en tu.

(Shane) Vaig tenir sort

em van pagar divuit a u,

tinc el pressentiment

que aquest any és per mi i per tu,

així que bon Nadal,

t'estimo noia

puc veure millors temps

quan tots els nostres somnis es facin realitat.

(Kirsty) Tenen cotxes grossos com bars

Tenen rius d'or

Però el vent et travessa

No és lloc per als vells

Quan em vas agafar de la mà la primera vegada

en una freda nit de Nadal

Em vas prometre

que Broadway m'estava esperant

Eres ben plantat

(Shane) Eres bonica

Reina de Nova York

(Tots dos) Quan el grup parava de tocar

Udolaven perquè continuessin

el Sinatra cantava un swing

tots els borratxos cantaven

ens vam fer petons en un racó

i vam passar la nit ballant

Els nois de la coral de la Policia de Nova York

cantaven "Badia de Galway"

i les campanes tocaven

pel dia de Nadal

(Kirsty) Ets un dropo

Ets un trinxeraire

(Shane) Ets una vella porca heroïnòmana

Ajaguda allà mig morta amb un gota a gota en aquell llit

(Kirsty) Sac de merda, cuc,

mariconàs pollós i garrepa

Bon Nadal, una merda

Prego a Déu que sigui l'últim que passem junts

Els nois de la coral de la Policia de Nova York

cantaven "Badia de Galway"

i les campanes tocaven

pel dia de Nadal

(Shane) Jo podria haver estat algú

(Kirsty) Igual que qualsevol

Em vas prendre els somnis

Quan et vaig conèixer

(Shane) Me'ls vaig guardar, noia

Els vaig posar junt amb els meus

No ho puc aconseguir tot sol

He construït els meus somnis al teu voltant

(Tots dos) Els nois de la coral de la Policia de Nova York

cantaven "Badia de Galway"

i les campanes tocaven

pel dia de Nadal

## Vídeo musical

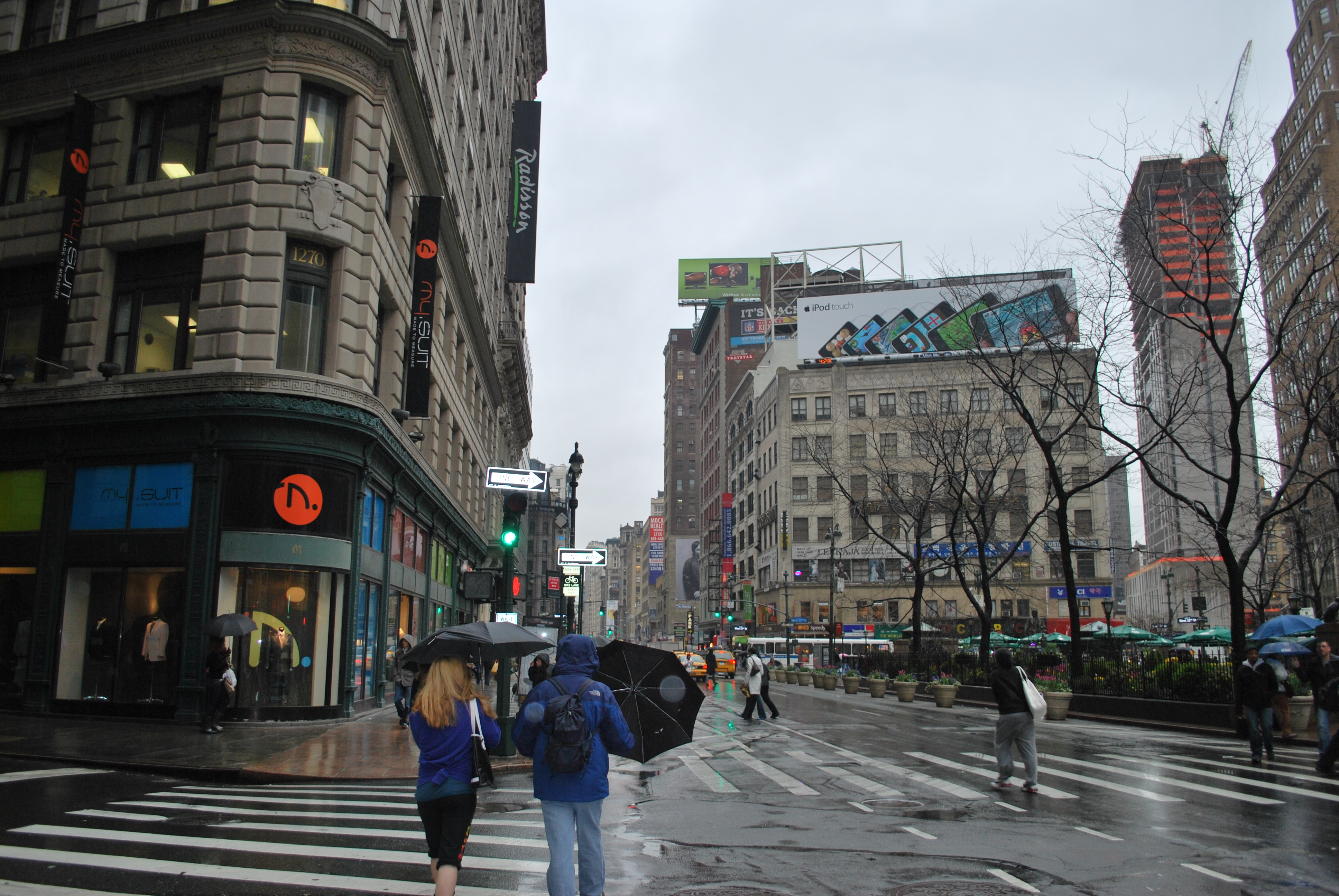
Al vídeo musical hi surt la Kirsty MacColl caminant pel carrer 33 Oest de Manhattan (foto de 2009) el novembre de 1987.

Peter Dougherty va dirigir el vídeo de la cançó i es va filmar a Nova York durant una setmana molt freda el novembre de 1987. Comença amb MacGowan assegut al piano com si toqués el principi de la cançó: no obstant, com que MacGowan no sabia tocar el piano, al primer pla hi surten les mans del pianista del grup, Fearnley, amb els anells de MacGowan als dits. Fearnley va dir més endavant que s'havia sentit humiliat però que acceptava que quedava millor que al vídeo sortís MacGowan assegut al piano.
Part del vídeo es va filmar dins d'una comissaria de policia al Lower East Side. L'actor Matt Dillon hi interpreta un agent de policia que arresta MacGowan i se l'emporta al calabós. Dillon recorda que li feia por maltractar MacGowan, i van haver de ser Dougherty i MacGowan que el convencessin d'utilitzar la força. MacGowan i la resta del grup anaven bevent durant la filmació, i la policia es va començar a preocupar perquè cada vegada feien més escàndol als calabossos. Dillon, que estava serè, va haver d'intervenir i assegurar a la policia que no hi hauria problemes.
El cor de la cançó inclou el vers «The boys of the NYPD choir still singing 'Galway Bay'» (Els nois de la coral del NYPD encara cantant 'Galway Bay'). En la realitat, la Policia de Nova York (NYPD) no té coral, i el que més s'hi assembla és un grup de gaites i timbals (NYPD Pipes and Drums) que surten al vídeo de la cançó. Aquest grup no se sabia la cançó «Galway Bay» i, per tant, van cantar una cançó que tots coneixien – la «Marxa de Mickey Mouse», de la sèrie de televisió El Club Mickey Mouse. El metratge es va alentir i mostrar en talls curts per dissimular el fet que els Pipes and Drums cantaven una cançó diferent. Murray, el mànager, recorda que els Pipes and Drums havien begut a l'autocar que els portava cap al rodatge, i quan van arribar encara anaven més borratxos que el grup, i van refusar de treballar si no els donaven més alcohol.

## Polèmica per la lletra i censura
"És totalment escaient que Shane Patrick Lysaght MacGowan nasqués el dia de Nadal perquè la seva celebrada cançó Fairytale Of New York sembla que és la peça musical festiva preferida de tothom. La cançó de 1987 dels Pogues – que la BBC va censurar alguna vegada pel seu llenguatge fort – s'ha anunciat com a cançó de Nadal més escoltada del segle per l'organització de llicenciament PPL." 
La lletra de la cançó va atreure l'atenció des del principi degut al llenguatge que conté la segona estrofa, on el personatge de MacGowan es refereix al de MacColl com a «an old slut on junk» (una vella porca heroïnòmana), i MacColl respon amb una diatriba que inclou les paraules faggot (mariconàs) i arse (cul). Quan es va interpretar la cançó a Top of the Pops en el seu llançament, la BBC va demanar que MacColl cantés "ass" (ase, però també cul) en comptes d'"arse". Duriant una actuació en directe a Top of the Pops el gener de 1992, MacColl encara va canviar més la lletra, cantant «You're cheap and you're haggard» (ets un garrepa i estàs demacrat). Quan Katie Melua va interpretar la cançó amb els Pogues al Regne Unit el desembre de 2005, la ITV va censurar la parula arse, però va deixar faggot sense censura.
El 18 de desembre de 2007, la BBC Radio 1 va esborrar les paraules faggot i slut per evitar d'ofendre. La mare de MacColl va descriure la prohibició com a ridícula, mentre que els Pogues van dir que ho trobaven divertit. La BBC va declarar «emetem una versió editada perquè alguns membres de l'audiència la podrien trobar ofensiva». Després, la BBC va anunciar que anul·lava la decisió i va continuar emetent la cançó sense censurar. Altres emissores de ràdio de la BBC, inclosa Radio 2, que tradicionalment és més conservadora, van continuar emetent la versió original durant tot aquest període, perquè la prohibició només afectava Radio 1. Els canals de MTV del Regne Unit també van treure i dissimular les paraules slut, faggot i arse de la cançó.
El desembre de 2018, dos presentadors de l'emissora pop d'Irlanda RTÉ 2fm van provocar una polèmica quan van demanar que la paraula faggot es substituís per un bip a les emissions de la cançó. RTÉ va anunciar que no censurarien la lletra. Al cap d'uns dies, MacGowan va defensar la lletra en una declaració que al programa de televisió The Tonight Show:
El personatge utilitza aquesta paraula perquè s'escau amb la seva manera de parlar i el seu caràcter. No ha de ser una bona persona, ni tan sols una persona agradable. És una dona d'una certa generació en un cert moment de la història i passa una mala ratxa i està desesperada. El seu diàleg és tan precís com vaig poder però no té la intenció d'ofendre! Només ha de ser un personatge autèntic i no tots els personatges de les cançons i les històries són àngels ni tan sols decents i respectables, de vegades els personatges de les cançons i les històries han de ser malvats o malcarats per explicar la història de manera efectiva. Si la gent no entén que estava provant de retratar el personatge de la manera més autèntica possible, llavors estic d'acord que posin un bip a la paraula, però no vull posar-me a discutir.
El desembre de 2019, el presentador de BBC Radio Solent Alex Dyke va anunciar al seu compte de Twitter que no emetria la cançó, perquè era una cançó desagradable i una pila ofensiva de rucades barates i canis, encara que aquesta declaració va ser justament criticada com a classista. D'altres periodistes també han criticat la lletra de la cançó.
El novembre de 2020, la BBC va tornar a anunciar que Radio 1 emetria una versió censurada, mentre que Radio 2 emetria l'original, i els presentadors de 6 Music decidirien personalment quina versió posarien. Com a resposta, el músic Nick Cave va acusar la BBC de mutilar la cançó, i de treure'n el valor. Mentrestant, el compte de Twitter oficial de The Pogues va respondre a la crida de l'activista d'extrema dreta Laurence Fox a fer pujar l'original al número u de les llistes i "desfinançar la BBC" amb un contundent "Fuck off you little herrenvolk shite" (vés a cagar, tros de merda supremacista).
El 19 de novembre de 2020, el periodista de PinkNews Josh Milton va descriure la discussió pràcticament anual sobre si l'ús de la paraula faggot era ofensiu com a "la pitjor tradició nadalenca de Gran Bretanya". També va dir que el 2010 el comediant Mitch Benn havia dit que faggot en argot irlandès i de Liverpool volia dir persona mandrosa encara que els diaris irlandesos moderns només la veuen com a insult contra els gais.
El desembre de 2020, es va incloure una versió alternativa amb MacColl cantant "you're cheap and you're haggard", en comptes del vers polèmic a l'àlbum recopilatori TikTok Christmas. La mateixa versió censurada es va fer servir per la playlist oficial de Marvel de la banda sonora del curtmetratge especial de 2022 The Guardians of the Galaxy Holiday Special.

## Edicions i promoció
Publicat originalment el 1987, Fairytale Of New York es considera àmpliament com el millor senzill de Nadal que no ha arribat mai al número 1 per Nadal; tant que aquest conte sentit d'excessos festius ha tornat a entrar al Top 20 de la llista oficial de senzills de Nadal cada any durant els últims 8 anys. 
La cançó es va editar al Regne Unit i Irlanda el novembre de 1987 i de seguida va tenir èxit, va passar cinc setmanes al número 1 de les llistes irlandeses. El 17 de desembre de 1987, els Pogues i MacColl van interpretar la cançó al programa de la BBC Top of the Pops, i això la va impulsar al número dos de la llista oficial UK Top 75. Encara que la cançó va acabar l'any 1987 com a 48ena millor en vendes de l'any malgrat haver-se venut només durant un mes, no va fer el número 1 de Nadal per la versió synthpop d'«Always on My Mind» dels Pet Shop Boys. MacGowan hauria dit «Ens han guanyat dues reines i una caixa de ritmes». MacColl va dir més endavant que no se sentia de veritat competint amb els Pet Shop Boys perquè feien una mena de música completament diferent.
Els Pogues van reeditar la cançó al Regne Unit el 1991 (va arribar al número 36), i un altre cop al Regne Unit i Irlanda pel Nadal de 2005, arribant al número 3 del Regne Unit. Tots els beneficis d'aquesta última edició es van donar a una barreja d'institucions caritatives per als sense casa i a Justice for Kirsty, una campanya per esbrinar la veritat sobre la mort de MacColl l'any 2000. Degut al fet que les baixades d'Internet van començar a comptar per a les llistes fins i tot sense edició física, juntament amb la recent popularitat de l'streaming, la cançó ha entrat al Top 75 cada desembre des de 2005. Ha arribat al Top 20 dinou vegades per separat, incloses 18 en anys consecutius, i al Top 10 hi ha arribat deu vegades, amb ratxes de tres i sis anys successius, un succés que cap més senzill pot igualar. A 5 de gener de 2023, la cançó acumulava 112 setmanes a la llista oficial UK Top 75, el que en fa la quarta cançó amb més temps en llista de tots els temps. A final de 2012 es va declarar que havia superat el milió de vendes només al Regne Unit. La cançó és més desconeguda als Estats Units.
El 22 de desembre de 2005, els Pogues van interpretar la cançó en un especial de Nadal de la BBC One al Regne Unit, amb la veu de la cantant Katie Melua.

## Llegat
"Hi havia una vegada un grup que es va posar a fer una cançó de Nadal. No anava sobre la neu ni anar amb trineu ni boix grèvol ni miracles, sinó sobre la joventut perduda i el somnis trencats. Una cançó on Nadal és alhora el problema i la solució. Una mena de cançó anti-Nadal que va acabar sent, per a una generació, la cançó de Nadal. És estimada perquè se sent més emocionalment "real" que la sentimentalitat enyoradissa de White Christmas o la bonhomia aclaparadora de Merry Xmas Everybody, però conté elements de totes dues i la història que explica és una fantasia irreal de la Nova York dels 1940s somiada al Londres dels 1980s". 
"Fairytale of New York" es va proclamar La nadala favorita de la nació en un programa especial a la ITV el 22 de desembre de 2012, després d'una enquesta al Regne Unit d'espectadors d'ITV. Hi és la nadala més escoltada del segle xxi. La cançó ha aparegut en moltes enquestes a les Illes Britàniques:
- Número 1 a la llista de millors cançons de Nadal de VH1 tres anys seguits, el 2004,[42] 2005,[43] i 2006.[44]
- Número 11 als 100 Millors Moments de Nadal del Channel 4.[45]
- Número 27 a les Millors Cançons que no han arribat mai al número u de VH1.[46]
- Número 23 a les millors lletres de VH1.[47]
- Número 96 a les 100 millors cançons de tots els temps de la revista Q.[48]
- Número 84 a l'enquesta de les 100 millors cançons de tots els temps de BBC Radio 2.[49]
- Número 204 a les 500 millors cançons de tots els temps de NME.[50]
- Els oients de RTÉ 2fm la van votar segona a la Playlist Irlandesa Definitiva.[51]

El cantant nord-americà Jon Bon Jovi en va fer una versió el 2020 com a part d'un EP de tres cançons, A Jon Bon Jovi Christmas, amb la lletra canviada així i amb Bon Jovi cantant els dos papers. La versió va ser destrossada tant pels crítics com pels fans, i unes quantes publicacions la van titllar com una de les pitjors cançons de 2020. El compte de Twitter dels Pogues va reproduir un escrit del músic irlandès Rob Smith que deia: «He escoltat la versió de Bon Jovi de ‘Fairytale Of New York’. És la pitjor cosa que li ha passat mai a la música, fins i tot tenint en compte l'assassinat de John Lennon i la carrera en solitari de Brian McFadden. Això és pitjor!», afegint-hi «El que ha dit el Rob». Steve Lillywhite, el productor original, en va dir, «La pitjor versió que s'ha fet mai d'aquesta cançó. Em dol, Jon… fa vergonya i no té cap sentit». No obstant, segons un tuit de la seva dona Victoria Mary Clarke, a MacGowan li va agradar la versió interessant i amb ànima.

## Edicions

### Edició original de 1987
- Senzill de 7"

1. "Fairytale of New York" (Jem Finer, Shane MacGowan) – 4:33
2. "The Battle March Medley" (Terry Woods) – 4:07

- 12", caset i CD single

1. "Fairytale of New York" (Finer, MacGowan) – 4:33
2. "The Battle March Medley" (Terry Woods) – 4:07
3. "Shanne Bradley" (MacGowan) – 3:38

Nota: Shanne Bradley era company de grup de MacGowan al seu grup anterior the Nips.

### Reedició de 1991
- Senzill de 7" i caset

1. "Fairytale of New York" (Finer, MacGowan) – 4:33
2. "Fiesta" (Finer, MacGowan) – 4:33

- 12" i CD single

1. "Fairytale of New York" (Finer, MacGowan) – 4:33
2. "A Pair of Brown Eyes" (Live) (MacGowan) – 3:40
3. "The Sick Bed of Cúchulainn" (Live) (MacGowan) – 3:16
4. "Maggie May" (Live) (Rod Stewart, Martin Quittenton) – 4:23

Pistes en directe gravades al Barrowland Ballroom, Glasgow, 1987

### Reedició de 2005
- Senzill de 7"

1. "Fairytale of New York" (Finer, MacGowan) – 4:33
2. "The Battle March Medley" (Woods) – 4:07

- CD single

1. "Fairytale of New York" (Finer, MacGowan) – 4:33
2. "Fairytale of New York" (instrumental) (Finer, MacGowan) – 4:33

### Reedició de 2012
- Senzill de 7"

1. "Fairytale of New York" (Finer, MacGowan) – 4:33
2. "Fairytale of New York" (instrumental) (Finer, MacGowan) – 4:33

## Versions en català
Fairytale of New York s'ha versionat en català en dues ocasions, ambdues titulades "Conte de Nova York". La primera, interpretada pel grup manresà Gossos i enregistrada a l'àlbum Altres Cançons de Nadal (Música Global, 2000), i l'altra, interpretada per Mireia Vives i Borja Penalba i enregistrada a l'àlbum Cançons de fer camí (Bureo músiques, 2019).